# Carl Böhm (Filmarchitekt)
Carl Böhm, auch Karl Böhm (* 11. Januar 1882 in Zielenzig; † 28. Juli 1942 in Berlin) war ein deutscher Filmarchitekt.

## Leben und Wirken
Der östlich von Frankfurt (Oder) geborene Maurersohn erhielt eine Ausbildung zum Bildhauer und Zeichner. Nach seinem Abschluss arbeitete Böhm auch in diesen Berufen. In den Kriegsjahren 1915 bis 1917 war er eingezogen. 1924 wechselte Carl Böhm zur Filmbranche. Anfänglich musste er sich mit kleineren Aufgaben begnügen, so schuf er zum Beispiel die Skulpturen zu Arnold Fancks Alpendrama Der heilige Berg. Im Jahr darauf entwarf Böhm seine ersten Filmbauten.
Erst mit Anbruch des Tonfilmzeitalters konnte Carl Böhm regelmäßig in diesem Beruf arbeiten, zumeist als zweiter Architekt, der die Entwürfe von Kollegen, in seinem Fall Erich Czerwonski, ausführte. Bis zu Czerwonskis kriegsbedingtem Unfalltod 1940 bildeten beide Männer ein festes Gespann. Seine verbleibenden zwei Lebensjahre war Böhm kaum mehr aktiv.

## Filmografie
- 1927: Der geheimnisvolle Spiegel
- 1932: Ein steinreicher Mann
- 1933: So ein Flegel
- 1934: Schwarzer Jäger Johanna
- 1934: Da stimmt was nicht
- 1935: Lärm um Weidemann
- 1935: Leichte Kavallerie
- 1935: Herbstmanöver
- 1935: Familie Schimek
- 1936: Liebeserwachen
- 1936: Nachtwache im Paradies
- 1936: Gleisdreieck
- 1937: Gordian, der Tyrann
- 1937: Mädchen für alles
- 1937: Der Landstreicher
- 1937: Tango Notturno
- 1938: Die fromme Lüge
- 1938: Geheimzeichen LB 17
- 1938: Schatten über St. Pauli
- 1938: Fracht von Baltimore
- 1939: Aufruhr in Damaskus
- 1939: Hochzeit mit Hindernissen
- 1939: Kennwort Machin
- 1939: Johannisfeuer
- 1940: Meine Tochter tut das nicht
- 1940: Herz ohne Heimat
- 1940; Achtung! Feind hört mit!
- 1941: Jakko
- 1941: Sechs Tage Heimaturlaub
- 1941: Zwei in einer großen Stadt
- 1942: Fronttheater